# Tongué
Tongué è un comune rurale del Mali facente parte del circondario di Macina, nella regione di Ségou.
Il comune è composto da 10 nuclei abitati:
- Kaladiola Bambara
- Kaladiola Peuhl
- Kourouba-Wèrè
- Madoumango
- Ngarbabougou
- Ngoena
- Niénémou
- Ouanana
- Tongué
- Toumou